# Roncone
Roncone es una localidad y comuna italiana de la provincia de Trento, región de Trentino-Alto Adigio, con 1.490 habitantes.

## Evolución demográfica
| Gráfica de evolución demográfica de Roncone entre 1861 y 2001 |
|                                                               |
| Fuente ISTAT - elaboración gráfica de Wikipedia               |